# Герб Медведівки (Черкаський район)
Герб Медведівки — офіційний символ села Медведівка, Черкаського району Черкаської області, затверджений 29 січня 1998 року рішенням сесії сільської ради.
Автор — А. Гречило.

## Опис
У срібному полі чорний лук, на якому натягнута праворуч червона стріла, над ними синій сигль «М».

## Зміст
Основою для сучасних символів став сюжет із давнього герба містечка. Сигль «М» вказує на його назву, а лук із натягнутою стрілою — на козацьке укріплене поселення.
Щит увінчано червоною міською короною, що вказує на село, яке давніше було містечком.